# Sky High
Sky High (titulada: Súper escuela de héroes en Hispanoamérica y Sky High: Una escuela de altos vuelos en España) es una película de superhéroes de 2005 de Walt Disney Pictures dirigida por Mike Mitchell y escrita por Paul Hernández, Robert Schooley, y Mark McCorkle. Protagonizada por Michael Angarano, Danielle Panabaker, Kurt Russell y Kelly Preston y con la participación antagónica de Mary Elizabeth Winstead.
La película trata de un joven Will Stronghold (Michael Angarano), hijo de un matrimonio de superhéroes, quien ingresa a Sky High, una escuela para jóvenes con superpoderes. Los estudiantes de la escuela son divididos en grupos de héroes y héroes de apoyo dependiendo de las capacidades que manifiesten. Will, al no presentar superpoder alguno aún, queda asignado al grupo de héroes de apoyo, también conocidos como asistentes. Andrew Gunn es productor de esta película de Walt Disney Pictures.

## Argumento
Will Stronghold (Michael Angarano) es un joven de 14 años, hijo de dos famosos súper héroes: Steve Stronghold, alias "El Comandante" (Kurt Russell), quien posee súper fuerza; y Josie Stronghold, alias "Jetstream" (Kelly Preston), con la capacidad de volar. Will hasta ese momento no presenta ningún súper poder, lo cual era temporal, ya que todo estaba por comenzar.
El Comandante y Jetstream reciben una llamada del alcalde de la ciudad, por lo cual tienen que irse a pelear contra un robot gigante, ellos lo vencen y el Comandante se queda con su ojo como trofeo, sin saber que era una cámara espía que, después se revela, pertenece a Royal Pain, quien gracias al "Pacificador", el cual explotó después de una pelea contra El Comandante y Jetstream, se había convertido en una bebé y en ese entonces fue criada por un hombre que la había encontrado y la crió como su hija, pero con el rencor de haber sido derrotada por "El Comandante".
Una noche, Gwen Grayson (Mary Elizabeth Winstead), una compañera de escuela, convence a Will de invitar al Comité de Bienvenida a su casa, pero se hace una fiesta en la que casi toda la escuela asiste (menos "los asistentes", quienes son chicos cuyos superpoderes no se consideran tan importantes). Allí Gwen entra con Will a "El Santuario", el escondite secreto de sus padres y, después de decirle que tal vez sea hora de tener sus propios trofeos de súper héroes, lo besa. Mientras tanto, Speed, un chico con supervelocidad como Flash o Quicksilver, roba el Pacificador y Layla Williams (Danielle Panabaker), la mejor amiga de Will desde primer grado (quien tiene el poder de controlar las plantas), pero no lo usa sin algún motivo, llega a la fiesta, donde Penny quien tiene el poder de clonarse, con ayuda de sus clones intentan sacarla; en ello, Gwen le miente, diciéndole que Will la estaba evitando y que sabe que ella (Layla) tiene sentimientos por él, pero no sabe cómo rechazarla sin lastimarla. Layla se va triste y decepcionada. Es entonces cuando Will la ve y le habla y trata de hacer que se quede, y ella le dice: "Diviértete con Gwen, se merecen el uno al otro", al ver esto y ante el enojo de su mejor amiga, le pregunta que le hizo a Layla y al ver que Gwen trataba de aislarlo de sus mejores amigos, se enoja y rompe con Gwen, lo que la molesta, Will les dice a todos que se vayan rápido, que la fiesta se había acabado, pero en eso, la fiesta se ve interrumpida por la llegada de El Comandante y Jetstream, su padre le dice que "no se detengan por nosotros", entonces su madre le dice: "Tu padre y yo volamos a Europa por 2 horas ¿y haces una fiesta?". Luego El Comandante dice: "No... puede... ser posible, voy a contar hasta 3 y quiero que mi casa quede ¡vacía!" y antes de decir 1 todos salen corriendo usando sus respectivos superpoderes.
El día de la Bienvenida, Will decide quedarse en casa después de lo que pasó y observa el anuario de su padre, donde encuentra la foto de una estudiante que "El Comandante" había descrito como extraña, llamada Sue Tenny, quien es idéntica a Gwen, excepto porque Sue usaba anteojos. Will se da cuenta de la ausencia del Pacificador y supone erróneamente que Gwen es la hija de Sue Tenny / Royal Pain, luego de ver otra foto en la que está con el Pacificador. En la fiesta, Gwen debe entregar el premio al héroe del año, pero en vez de nombrar al Comandante se nombra a ella misma, y se cubre con su traje de súper villana, y aparece su secuaz disfrazado de payaso, "Stitches". El Comandante pregunta sorprendido: "Royal Pain, ¿es una chica?", entonces Gwen contesta enfadada: "Claro que soy una chica tonto, como pude perder ante alguien tan torpe no lo entiendo, ahora prepárense para ser Pacíficados". Entonces el Comandante la amenaza diciendo: "¿En serio crees que vas a asesinarme con ese... tonto juguetito tuyo?" entonces Gwen lo corrige diciendo: "Mi querido Comandante, ¿quien dijo algo sobre matarte?" Entonces Gwen dispara y el Comandante intentando proteger a los invitados recibe el rayo del Pacificador, quien para sorpresa de Jetstream y los demás lo convierte en un bebé. Entonces, Jeatstream vuela hacia Gwen pero también es golpeada con el rayo, lo que hace que el antiguo compañero del Comandante, Jonathan, más conocido como American Boy, use su súper salto para atrapar a Jetstream, pero Gwen usa la Bola Disco para atacar a American Boy, entonces este intenta confesarle a Jetstream su amor, pero vuelve a ser atacado por Gwen. Entonces aparece el Maestro Medula quien al parecer tiene súper inteligencia debido a su gran cráneo, pero esto es un punto débil debido a que Gwen lo ataca disparando en su cráneo. Atemorizados, los estudiantes intentan escapar, pero son detenidos por Penny y sus réplicas, Speed y Lash, el mejor amigo de Speed (quien tiene el poder de estirarse como el Señor Fantástico), quienes estaban del lado de Royal Pain. La Directora Powers, quien puede volar y transformarse en un cometa, le ordena al maestro de gimnasia, Sonic Boom / Boomer, que saque a los héroes de apoyo del lugar, pero también es atacada. Entonces Boomer le ordena a Warren Peace, quien tiene el poder de crear fuego y quien es el antiguo archienemigo de Will (esto debido a que el Comandante encerró al padre de este, el Barón Battle, por 4 cadenas perpetuas y no le dará libertad condicional hasta su tercera vida) que busque una salida y que saque a todas las personas que pueda, pero también es atacado por Gwen. Sin embargo, Layla, Ethan (quien tiene el poder de derretirse como paleta), Magenta (quien tiene el poder de cambiar su forma a la de un conejillo de indias) y Zach (quien brilla en la oscuridad), logran escapar y se encuentran con Will quien fue traído por Ron Wilson, el conductor del autobús escolar y buen amigo de Will y los demás. El joven Stronghold los encuentra y les intenta decir: "Oigan, nunca me van a creerme, Gwen..." aquí es interrumpido por Layla quien le dice: "Es la hija de Royal Pain", entonces intenta decir: "Sí, y ella..." entonces Warren lo interrumpe diciendo: "Tiene el Pacifícador" después sólo logra decir: "Sí", ya que Zach lo interrumpe diciendo: "Y convirtió a todo el mundo en bebés, incluyendo a tus padres, Will". Entonces, este confundido dice: "Correcto... eso no lo sabía" y entonces, él le pide disculpas a sus amigos y a Layla. Y así, hace las paces con ella y éste la besa, convirtiéndose en novios.
Will corre a buscar a Royal Pain, mientras los demás enfrentan a Lash, Speed y Penny. Ethan vence a Lash metiendo su cabeza al inodoro, Speed es lanzado contra una pared por Ethan y Warren, mientras que Penny fue capturada por un grupo de enredaderas controladas por Layla. En ese entonces, Penny le revela que Royal Pain saboteó el aparato de antigravedad que le permite flotar a la escuela. Magenta se mueve por los conductos de ventilación y desactiva el sistema que Royal Pain implantó en el aparato de antigravedad. Mientras tanto, Will pelea contra ella, quien le confiesa que no es la hija de Royal Pain, sino que es la verdadera Royal Pain, que se había convertido en bebé por el Pacificador y Stitches se había hecho cargo de ella, entonces Will la insulta diciendo: "Qué espantoso... besé a una anciana", provocando que lo ataque hasta llegar al gimnasio. Cuando Royal Pain arroja a Will por una ventana, Will descubre que tiene el poder de volar durante la caída y así, derrota a Royal Pain y a sus secuaces, quienes son encerrados en el cuarto neutralizador de la escuela, el cual les quita sus poderes a ella, a Penny, Lash, Speed y Stitches.
La película termina con Will narrando cómo fue el resto del año para él, terminando con estas palabras: "Así que al final, mi novia se convirtió en mi archi-enemiga, mi archi-enemigo se convirtió en mi mejor amigo y mi mejor amiga se convirtió en mi novia. Pero bueno... así es la escuela".

## Reparto
| Actor                   | Personaje                                            | Súper poder                                 |
| ----------------------- | ---------------------------------------------------- | ------------------------------------------- |
| Michael Angarano        | William Theodore "Will" Stronghold DeMarco           | Súper fuerzaVuelo súper sónico              |
| Kelly Preston           | Josie DeMarco-Stronghold / "Jetstream / Supersónica" | Vuelo súper sónico                          |
| Kurt Russell            | Steve Stronghold / "El Comandante"                   | Súper fuerza                                |
| Danielle Panabaker      | Layla Williams                                       | Fitoquinesis                                |
| Steven Strait           | Warren Peace                                         | Piroquinesis                                |
| Mary Elizabeth Winstead | Gwendolyn "Gwen" Grayson / Sue Tenny / "Royal Pain"  | Tecnopatía                                  |
| Dee Jay Daniels         | Ethan Bank                                           | Capacidad de derretirse                     |
| Kelly Vitz              | Magenta "Maj" Lewis                                  | Cambio de forma (en conejillo de indias)    |
| Nicholas Braun          | Zachary "Zach" Braun / "Zack Attack"                 | Brillo en la oscuridad                      |
| Lynda Carter            | Directora Powers                                     | Vuelo y transformación a forma de un cometa |
| Bruce Campbell          | Entrenador Boomer/Sonic Boom                         | Súper grito                                 |
| Dave Foley              | Jonathan Boy/American Boy                            | Súper salto                                 |
| Jim Rash                | Sr. Grayson/Stitches                                 |                                             |
| Kevin McDonald          | Maestro Medula                                       | Súper inteligencia                          |
| Kevin Heffernan         | Ronald "Ron" Wilson                                  | Conductor de autobús                        |
| Malika Haqq             | Penny Lent                                           | Capacidad de duplicarse                     |
| Jadiya Haqq             | Penny Lent                                           | Capacidad de duplicarse                     |
| Jake Sandvig            | Lash                                                 | Súper estiramiento                          |
| Will Harris             | Speed                                                | Supervelocidad                              |
| Cloris Leachman         | Enfermera Spex                                       | Visión rayos X                              |
| Patrick Warburton       | Royal Pain (voz)                                     |                                             |
| Tom Kenny               | Sr. Chester Timmerman                                | Ninguno                                     |
| Jill Talley             | Sra. Timmerman                                       | Ninguno                                     |

## Producción
Las imágenes en exteriores de la Sky High School de cielo fueron filmadas en la Biblioteca Oviatt, ubicada en la Universidad Estatal de California en Northridge.
Según el website scifi.com, Disney fue atraído por el "concepto original" de los "jóvenes de superheroes van a la escuela secundaria", concebido por el guionista Paul Hernández en la década de 1990.
Después de reclutar a escritores de comedia Mark McCorkle y Bob Schooley (creadores de Kim Possible) para pulir el guion de Hernández, Disney contrató a varios comediantes como Kevin McDonald, Dave Foley, Kevin Heffernan para papeles secundarios.
Para los papeles principales, el casting fue una mezcla de actores establecidos y nuevos adolescentes: mientras Michael Angarano y Mary Elizabeth Winstead ya eran conocidos, Danielle Panabaker era poco conocida y Steven Strait (modelo anteriormente) fue contratado después de la primera audición de su vida.
El Productor Mike Mitchell dijo que Sky High funciona en dos premisas: "los adultos están todos locos" y "las chicas son más inteligentes que los chicos": por lo tanto, todos los adultos en la película tienden a ser caricaturizado, mientras que las adolescentes se escriben como más agresivas y poderosas que los muchachos.
Para el tratamiento de los actores adolescentes, Mitchell también declaró que los actores tenían su propio remolque y generalmente se mantuvieron separados, porque "no los queríamos hasta la fecha después de la segunda semana y descanso hasta después de la cuarta", que habría dificultado la película.
Mitchell, un fan de la ciencia ficción, admitió que este proyecto "fue un sueño", porque lo llevaron junto con cuatro de sus héroes favoritos del culto de SF: es decir, La Mujer Maravilla (popularizado en la serie homónima de década de 1970 por la actriz Lynda Carter), Snake Plissken (interpretado por Kurt Russell), Ash Williams (de Evil Dead, interpretado por Bruce Campbell) y Cloris Leachman, que ganó fama como Frau Blücher en Young Frankenstein. Justamente Lynda Carter, casi al final del film, se burla  de su personaje más famoso cuando dice: "No puedo hacer nada más para ayudarte. No soy una Mujer Maravilla, ya sabes".

## Recepción
Sky High ha recibido críticas mayormente positivas de parte de la crítica y de la audiencia. En el portal de internet Rotten Tomatoes, la película posee una aprobación de 73%, basada en 127 reseñas, con un consenso que dice: "Esta altamente derivada película de superhéroes es una moderadamente entretenida, diversión para familias", mientras que la audiencia le ha dado una aprobación de 57%.
La página Metacritic le ha dado a la película una puntuación de 62 de 100, basada en 29 críticas, indicando "reseñas generalmente favorables". Las audiencias de CinemaScore le dieron al filme una calificación de "A-" en una escala de A+ a F, mientras que en el sitio IMDb los usuarios le han dado una puntuación de 6.2/10, sobre la base de más de 62 000 votos.